# Paramédic
 (mars 2022).
 (janvier 2018).
 (janvier 2018).
Cet article possède un paronyme, voir Profession paramédicale.

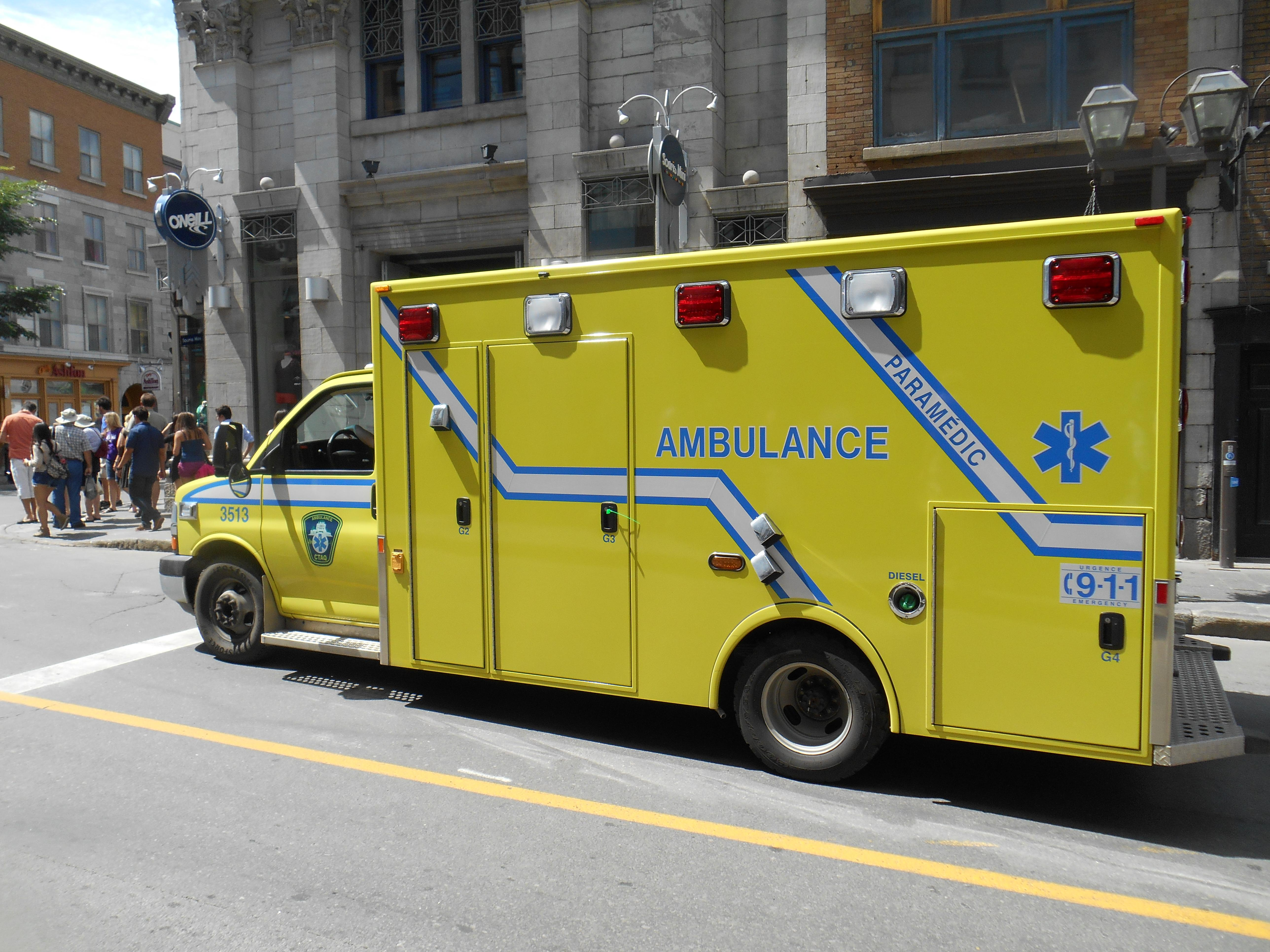
Véhicule ambulancier au Québec

Le terme paramédic identifie au Canada, les praticiens œuvrant dans les services ambulanciers d'urgence. Ce terme réfère à une fonction de soins, de stabilisation et de transport et de multiples actes médicaux autorisés.
Il y a consensus à l’effet que le terme technicien ambulancier paramédic, qui est le seul titre d'emploi utilisé pour désigner les travailleurs du domaine, soit plus représentatif de la réalité des pratiques de cette profession que le terme « technicien ambulancier ».

## Métier de technicien ambulancier paramédical
Le métier de paramédic est en constante évolution au Canada. 
Au Québec, le titre d'emploi technicien ambulancier a été modifié pour celui de technicien ambulancier/paramédic en mars 2008 à la suite de la signature d'une nouvelle convention collective entre les différents syndicats de techniciens ambulanciers/paramédics, les entreprises privées ou coopératives de services préhospitaliers, la Corporation d'urgences-santé et le gouvernement du Québec. Toutefois, le terme largement utilisé pour désigner le technicien ambulancier/paramédic au Québec est tout simplement celui de paramédic et cela, à l'image de ce qui se fait dans une grande partie de la communauté internationale pour désigner ces professionnels des soins médicaux d'urgence. 
Tout comme sa formation, les tâches du paramédic québécois ont beaucoup évolué depuis plus ou moins 15 ans, mais davantage dans les dernières années avec l'arrivée des 6 médicaments administrés par ces derniers (Nitroglycérine, Acide Acétylsalicylique, Salbutamol, Épinephrine, Glucagon et Naloxone). Précédemment à l'arrivée des 6 médicaments, la défibrillation, la ventilation par Combitube ou au I-Gel (marque déposée) et l'implantation d'un moniteur défibrillateur semi-automatique (MDSA) plus performant ont été autant d'actes médicaux délégués aux paramédics, à la fois par le Collège des médecins et par le Ministère de la Santé et des Services Sociaux. Tous les protocoles de soins primaires pratiqués par les paramédics au Québec se font sous l'autorité du directeur médical régional et autorisés par la table provinciale des coordonnateurs médicaux.

## Formation
Actuellement, au Québec, la seule façon de devenir paramédic est d'avoir suivi la formation collégiale d'une durée de trois ans (DEC) en soins préhospitaliers d'urgence, dans l'un des établissements collégiales du Québec (certaines formations de 2 ans existent aussi, de façon intensive et sous certaines conditions).   
La formation pour l'obtention d'un diplôme d'études collégiales (DEC) en soins préhospitaliers d'urgence est dispensée depuis 2007. Elle est d'une durée de 3 ans et présente plus de 2000 heures de formation théorique et pratique ainsi que de nombreux stages en milieux hospitaliers et préhospitaliers.  
Auparavant, il était possible de suivre une attestation d'étude collégiale (AEC) en techniques ambulancières, d'une durée de 945 heures. Cette formation n'existe plus depuis 2012. La dernière cohorte a terminé en septembre 2012 au Collège Ellis de Drummondville. 
Certaines conditions particulières peuvent être exigées par les établissements d’enseignements, afin d'être admis 
- Les candidats à ce programme pourront être convoqués à des tests et/ou des entrevues et/ou des auditions qui se déroulent généralement dans le cégep concerné. Des frais reliés à ces tests sont parfois exigés.
- Les candidats à ce programme sont susceptibles d'avoir à subir un examen médical ou de recevoir des vaccins. (Prévention de la diphtérie, du COVID, du tétanos, poliomyélite, rougeole, rubéole, oreillons, coqueluche, varicelle et hépatite B. Possiblement subir une épreuve de tuberculose. La vaccination contre l’influenza pourrait être exigée.)
- Pour connaître le type de permis de conduire requis au moment de l'admission, consulter le site Internet ou le prospectus du collège choisi. Une classe 4A est requise pour opérer un véhicule d'urgence.

Devenir paramédic en soins avancés se fait par la réussite d'une Majeure en Soins Préhospitaliers d'Urgence, formation dispensée uniquement à l'Université de Montréal.

### DEC en Soins préhospitaliers d'urgence (181.A0)
- Cégep de l'Abitibi-Témiscamingue
- Cégep de Chicoutimi
- Cégep de l'Outaouais
- Cégep de Rivière-du-Loup
- Cégep de Ste-Foy
- Collège Ahuntsic
- Collège John Abbott
- Cégep de Saint-Hyacinthe
- Campus Notre-Dame-de-Foy
- Cégep de Shawinigan
- Collège Ellis de Drummondville
- Cégep de Saint-Jérôme (Centre collégial de Mont-Laurier)
- Cégep de Baie-Comeau

## Salaire
La personne salariée à temps complet progresse dans l’échelle salariale à raison d’un échelon additionnel à sa date statutaire telle que fixée par l’employeur lors de son embauche ou lors de l’obtention d’un poste à temps complet. La personne salariée à temps partiel se voit accorder un échelon additionnel au moment où elle acquiert 225 jours d’expérience, maximum une fois par période de 12 mois.
Les détenteurs d'un DEC commencent au cinquième échelon soit 26,34 $/heure et atteindront le 16e (maintenant 12) échelon qui est de 39,40 $/heure (salaires en date du 31 mars 2022).

## Fonds de pension
Contrairement aux autres employés du secteur de la santé au Québec, les techniciens ambulanciers paramédicaux ne bénéficient pas du régime de retraite des employés du gouvernement et des organismes publics (RREGOP). Ceci est malgré le fait que la majorité des  techniciens ambulanciers paramédicaux ne puissent pratiquer jusqu'à l'âge de la retraite à cause des exigences physiques de leurs emplois. Ils participent au régime de retraite des techniciens ambulanciers du Québec (RRTAP), qui est bien inférieur aux conditions du RREGOP.
Toutefois, les techniciens ambulanciers paramédicaux de la province membres d'une des fraternités affiliées à la Fédération des employés du Préhospitalier du Québec (FPHQ), jouissent d'un tout nouveau régime de retraite à prestations déterminés (volet PD) semblable au RREGOP depuis le 1er juillet 2013. 
Le RCR-FPHQ est une très grande percée dans le domaine préhospitalier québécois, car ce régime garantit une rente mensuelle lors du départ à la retraite, contrairement au RRTAP qui lui est un régime hybride comportant deux volets, soit un à cotisations déterminées (volet CD) pour la part des salarié(e)s et un à prestations déterminées (volet PD) pour la part déboursée par les employeurs.